# Psychotria chiriquiensis
Psychotria chiriquiensis är en måreväxtart som först beskrevs av Paul Carpenter Standley, och fick sitt nu gällande namn av Charlotte M. Taylor. Psychotria chiriquiensis ingår i släktet Psychotria och familjen måreväxter. Inga underarter finns listade i Catalogue of Life.